# Leymus angustus
Leymus angustus är en gräsart som först beskrevs av Carl Bernhard von Trinius, och fick sitt nu gällande namn av Pilg.. Leymus angustus ingår i släktet strandrågssläktet, och familjen gräs. Inga underarter finns listade i Catalogue of Life.